# USBCマスターズ
USBCマスターズ（USBC Masters）は、アメリカのプロボウリング「PBAツアー」の4大メジャートーナメント（公式戦）の1つ。全米ボウリング評議会（The United States Bowling Congress：USBC）が主催する。長い間PBAツアーには含まれていなかったが、1998年からPBAツアーのトーナメントになっている。2004年以前の名称はABCマスターズ。これは、旧全米ボウリング評議会（The American Bowling Congress：ABC）が2005年に他団体と合併し、USBCと改称したため。

## 特徴
ダブルイリミネーション(敗者復活戦方式)
予選の上位63人と前年優勝者(ただし予選は免除されない)がマッチプレーに進出するが、ダブルイリミネーション(Double Elimination)とよばれるUSBCマスターズ特有の形式で対戦する。１回戦につき１シリーズすなわち３ゲーム投球するが、２ゲーム先取ではなく３ゲームの合計ピンで勝敗を決定するため、必ず３ゲーム投球しなければならない。64人のうち勝者32人は勝者枠（Winners Bracket）、敗者32人は敗者枠（Losers Bracket）に振り分けられ、以降勝者枠での敗者は敗者枠へ移動し、敗者枠でさらに敗戦すると敗退になる。つまり、２敗するまで戦い続けることができる。最終的には、勝者枠最後の２人と敗者枠最後の２人が決勝に進出する。敗者枠からの決勝進出者（第３シードと第４シード）が優勝することはこれまでなかったが、2006年にダグ・ケントが史上初めて第３シードから優勝した。なお、イリミネーションは消去・敗退を意味する。
アマチュアの活躍
アマチュア主体のトーナメントとして開催されてきた歴史もあり、プロのメジャートーナメントとなっている現在でも、アマチュアがしばしば活躍する。近年では2002年にアマチュアが優勝し、2006年も3位に入賞している。全米オープンも同様に多数のアマチュアが出場しているが、大会形式の違いから波乱が起きにくく対照的である。1959年のPBAツアー開始（＝プロボウラー誕生）以降、USBCマスターズはアマチュアが6勝、一方の全米オープンはアマチュア未勝利である。

## 優勝までのゲーム数（2009年大会）
最高46G＝1次予選10G＋2次予選5G＋マッチプレー9回戦×3G＋第3シード決定戦1G＋TV決勝（ステップラダー）3G
最低34G＝1次予選10G＋2次予選5G＋マッチプレー5回戦×3G＋第1シード決定戦3G＋TV決勝1G

## 歴代優勝者
PBAは2008年5月12日、PBAツアー50周年を記念して、PBAツアーに含まれていなかった1959年（PBAツアー開始年）から1997年までの間のタイトルを、遡ってPBAツアータイトルとして認めることを発表した。
1951年：Lee Jouglard
1952年：Willard Taylor
1953年：Rudy Habetler
1954年：Red Elkins
1955年：Buzz Fazio
1956年：Dick Hoover（1勝目）
1957年：Dick Hoover（2勝目）
1958年：Tom Hennessey
1959年（以降はPBAツアータイトル）：Ray Bluth
1960年：Billy Golembiewski（1勝目）
1961年：Don Carter
1962年：Billy Golembiewski（2勝目）
1963年：Harry Smith
1964年：Billy Welu（1勝目）
1965年：Billy Welu（2勝目）
1966年：Bob Strampe
1967年：Lou Scalia
1968年：Pete Tountas
1969年：Jim Chestney
1970年：Don Glover
1971年：Jim Godman
1972年：Bill Beach
1973年：Dave Soutar
1974年：Paul Colwell
1975年：Eddie Ressler Jr.
1976年：Nelson Burton Jr.
1977年：Earl Anthony（1勝目）
1978年：Frank Ellenburg
1979年：Doug Myers
1980年：Neil Burton
1981年：Randy Lightfoot
1982年：Joe Berardi
1983年：Mike Lastowski
1984年：Earl Anthony（2勝目）
1985年：Steve Wunderlich
1986年：Mark Fahy
1987年：Rick Steelsmith（アマチュア）
1988年：Del Ballard Jr.
1989年：Mike Aulby（1勝目）
1990年：Chris Warren
1991年：Doug Kent（1勝目）
1992年：Ken Johnson（アマチュア）
1993年：Norm Duke
1994年：Steve Fehr（アマチュア）
1995年：Mike Aulby（2勝目）
1996年：Ernie Schlegel
1997年：Jason Queen（アマチュア）
1998年（以降はPBAツアーとして開催）：Mike Aulby（3勝目）
1999年：Brian Boghosian（アマチュア）
2000年：Mika Koivuniemi
2001年（PBAツアー01-02シーズン）：Parker Bohn III
2002年（PBAツアー01-02シーズン）：Brett Wolfe（アマチュア）
2003年（PBAツアー02-03シーズン）：Byron Smith
2004年1月（PBAツアー03-04シーズン）：Walter Ray Williams Jr.（1勝目）
2004年10月（PBAツアー04-05シーズン）：Danny Wiseman
2005年（PBAツアー05-06シーズン）：Mike Scroggins
2006年（PBAツアー06-07シーズン）：Doug Kent（2勝目）
2007年（PBAツアー07-08シーズン）：Sean Rash
2009年（PBAツアー08-09シーズン）：John Nolen
2010年（PBAツアー09-10シーズン）：Walter Ray Williams Jr.（2勝目）
2011年 : Tom Hess
2012年 : Mike Fagan
2013年 : Jason Belmonte（1勝目）
2014年 : Jason Belmonte（2勝目）
2015年 : Jason Belmonte（3勝目）